# Винце (Куманово)
Винце (мкд. Винце) је насеље у Северној Македонији, у северном делу државе. Винце припада општини Куманово.

## Географија
Винце је смештено у северном делу Северне Македоније. Од најближег града, Куманова, село је удаљено 18 km јужно.
Насеље Винце се налази у историјској области Блатија. Село је смештено на источним брдима изнад долине реке Пчиње, на приближно 380 метара надморске висине. Источно од села издиже се Градиштанска планина.
Месна клима је континентална.

## Становништво
Винце је према последњем попису из 2002. године имало 90 становника, што је пад за 20,4% у односу на попис из 1994. године (113 ст.).
Већинско становништво у насељу су етнички Македонци (100%).
Претежна вероисповест месног становништва је православље.

## Личности
- Хаџи-Захарија, српски митрополит рашко-призренски од 1819. до 1830.